# Hygrophila senegalensis
Hygrophila senegalensis là một loài thực vật có hoa trong họ Ô rô. Loài này được (Nees) T.Anderson mô tả khoa học đầu tiên năm 1864.